# Skálmarnes
Skálmarnes är en udde i republiken Island.   Den ligger i regionen Västfjordarna, i den västra delen av landet, 160 km norr om huvudstaden Reykjavík.
Terrängen inåt land är kuperad norrut, men åt sydost är den platt. Havet är nära Skálmarnes åt sydost.  Det finns inga samhällen i närheten. 